# Дерби пролива
Дерби пролива (итал. Derby dello Stretto) — футбольный матч между двумя итальянскими клубами — «Реджиной» из города Реджо-ди-Калабрия и «Мессиной» из одноимённого города. Дерби получило название из-за Мессинского пролива, который разделяет регионы Калабрия и Сицилия. Дерби пролива проходило в различных по уровню лигах Италии, несколько матчей было сыграно в Кубке Италии.

## История
Первый матч между командами был сыгран в 1924 году. Тогда оба клуба носили совсем другие имена («Мессина» — U.S. Peloro, а «Реджина» — Reggio F.C.). Матч закончился победой команды с Сицилии со счётом 2:1. В следующей игре, состоявшейся 14 апреля 1924 года, победили амарантовые — 3:2. Крупнейшей счёт в истории дерби был зафиксирован 15 января 1939 года в рамках Серии С сезона 1938/39. Тогда «Мессина» разгромила клуб из Калабрии со счётом 12:0, покер на счету Адриана Дже.
Последние 6 встреч между «Реджиной» и «Мессиной» прошли в итальянской Серии А. Первый из 6 матчей состоялся 31 октября 2004 года: в нём зафиксирована победа жёлто-красных со счётом 2:1. 13 марта «Мессина» одержала победу и в ответной встрече (2:0). По итогам сезона 2004/05 «Реджина» оказалась на 10 месте в Серии А, а «Мессина» — на 7-м, причём разрыв между командами составлял 4 очка. В следующем сезоне команды сначала сыграли вничью 1:1, а в ответной встрече произошёл разгром сицилианской команды «Реджиной» со счётом 3:0. В сезоне 2006/07 состоялись две заключительные встречи. В них команды одержали по одной победе: 20 сентября 2006 года выиграла «Мессина» (2:0), 18 апреля 2007 года одержала победу «Реджина» (3:1). По итогам сезона «Мессина» заняла последнее место и вылетела в Серию В, а в через один сезон Серию А покинула уже «Реджина». Но в начале 2008 года клуб с Сицилии был признан банкротом, и в настоящее время выступает в Серии D.

## Статистика
| Турнир                 | Количество игр | Победы Мессины | Победы Реджины | Ничьи |
| ---------------------- | -------------- | -------------- | -------------- | ----- |
| Серия A                | 6              | 3              | 2              | 1     |
| Серия B                | 18             | 6              | 6              | 6     |
| Серия С                | 35             | 16             | 13             | 6     |
| Кубок Италии           | 4              | 2              | 1              | 1     |
| Кубок Италии (Серия С) | 12             | 5              | 5              | 2     |
| Всего                  | 75             | 32             | 27             | 16    |